# Montrenc
Montrenc (en francès Montrem) és un municipi francès situat al departament de la Dordonya i a la regió de la Nova Aquitània.

## Demografia
| 1962                                       | 1968 | 1975 | 1982 | 1990  | 1999  | 2007  |
| ------------------------------------------ | ---- | ---- | ---- | ----- | ----- | ----- |
| 858                                        | 770  | 913  | i982 | 1.045 | 1.049 | 1.199 |
| Des de 1962: població sense dobles comptes |      |      |      |       |       |       |

## Administració
| Període   | Identitat      | Partit        |
| --------- | -------------- | ------------- |
| 1965-1995 | Roger Ranoux   | PCF           |
| 1995-     | Jacques Ranoux | Divers gauche |